# Thomas J. Hudner, Jr.
Thomas Jerome Hudner Jr. (31 de agosto de 1924 - 13 de noviembre de 2017) fue un oficial de la Armada de los Estados Unidos y aviador naval. Ascendió al rango de capitán y recibió la Medalla de Honor por sus acciones al tratar de salvar la vida de su compañero de ala, el alférez Jesse L. Brown, durante la batalla del embalse de Chosin en la guerra de Corea.
Nacido en Fall River, Massachusetts, Hudner asistió a la Academia Phillips ya la Academia Naval de los Estados Unidos. Inicialmente desinteresado en la aviación, finalmente comenzó a volar y se unió al Escuadrón de combate 32, pilotando el F4U Corsair al estallar la guerra de Corea. Al llegar cerca de Corea en octubre de 1950, realizó misiones de apoyo desde el portaaviones USS Leyte.
El 4 de diciembre de 1950, Hudner y Brown formaban parte de un grupo de pilotos que patrullaban cerca del embalse Chosin cuando el F4U Corsair de Brown fue alcanzado por fuego antiaéreo de las tropas chinas y se estrelló. En un intento por salvar a Brown de su avión en llamas, Hudner hizo un aterrizaje forzoso intencional de su propio avión en una montaña nevada con temperaturas bajo cero para ayudar a Brown. A pesar de estos esfuerzos, Brown murió a causa de sus heridas y Hudner se vio obligado a evacuar, también resultó herido en el aterrizaje.
Después del incidente, Hudner ocupó cargos a bordo de varios barcos de la Marina de los EE. UU., y en varias unidades de aviación, incluido un breve período como oficial ejecutivo del USS Kitty Hawk durante una gira en la Guerra de Vietnam, antes de jubilarse en 1973.

## Temprana edad y educación
Hudner nació el 31 de agosto de 1924 en Fall River, Massachusetts. Su padre, Thomas Hudner Sr., era un hombre de negocios de ascendencia irlandesa que dirigía una cadena de tiendas de comestibles, Hudner's Markets. Más tarde nacieron tres hermanos, llamados James, Richard y Phillip.
Hudner ingresó a la prestigiosa Academia Phillips en Andover, Massachusetts, en 1939. Su familia tenía una larga historia en la academia, con su padre graduándose en 1911 y su tío, Harold Hudner, graduándose en 1921. Eventualmente, los tres hijos menores de Hudner también asistirían a la academia; James en 1944, Richard en 1946 y Phillip en 1954. Durante su tiempo en la escuela secundaria, Thomas participó activamente en varias organizaciones, sirviendo como capitán del equipo de atletismo de la escuela, así como miembro de los equipos de fútbol americano y lacrosse, oficial de clase, miembro del consejo estudiantil y asistente consejero de la casa.

## Carrera
Después del ataque a Pearl Harbor y la entrada de Estados Unidos en la Segunda Guerra Mundial, Hudner escuchó un discurso del director de la academia, Claude Fuess, que luego dijo que lo inspiró a unirse al ejército. Uno de los 10 de Phillips que fueron aceptados en la academia de su clase, ingresó a la Academia Naval de los Estados Unidos en Annapolis, Maryland, en 1943 y se graduó en 1946. Sin embargo, cuando fue comisionado, la Segunda Guerra Mundial había terminado. Hudner asistió a la Academia Naval con varios otros compañeros de clase notables, incluidos Marvin J. Becker, James B. Stockdale, Jimmy Carter y Stansfield Turner. Jugó al fútbol en la academia y finalmente se convirtió en corredor titular del equipo universitario junior.
Después de graduarse, Hudner se desempeñó como oficial de comunicaciones a bordo de varios barcos de superficie. Durante sus primeros años en el ejército, Hudner dijo que no tenía ningún interés en los aviones. Después de un período de servicio de un año a bordo del crucero pesado USS Helena de la clase Baltimore, que operaba frente a las costas de Taiwán, se transfirió a un puesto como oficial de comunicaciones en la Base Naval de Pearl Harbor, donde sirvió durante otro año. En 1948, Hudner se interesó en la aviación y se postuló a la escuela de vuelo, viéndola como "un nuevo desafío". Fue aceptado en la Estación Aérea Naval de Pensacola en Pensacola, Florida, donde completó el entrenamiento de vuelo básico y fue transferido a la Estación Aérea Naval de Corpus Christi en Texas, donde completó el entrenamiento de vuelo avanzado y se clasificó como aviador naval en agosto de 1949. Después de una breve publicación en el Líbano, Hudner fue asignado al VF-32 a bordo del portaaviones USS Leyte, pilotando el F4U Corsair. Más tarde dijo que disfrutó de esta tarea, ya que consideraba que el Corsair era "seguro y cómodo".

### Guerra de Corea
En la noche del 25 de junio de 1950, diez divisiones del Ejército Popular de Corea del Norte lanzaron una invasión a gran escala del vecino del sur de la nación, la República de Corea. La fuerza de 89.000 hombres se movió en seis columnas, tomando por sorpresa al Ejército de la República de Corea, lo que resultó en una derrota. El ejército más pequeño de Corea del Sur sufría de una falta generalizada de organización y equipo, y no estaba preparado para la guerra. Las fuerzas de Corea del Norte, numéricamente superiores, destruyeron la resistencia aislada de los 38.000 soldados de Corea del Sur en el frente antes de que comenzara a moverse constantemente hacia el sur. La mayoría de las fuerzas de Corea del Sur se retiraron ante la invasión. Los norcoreanos estaban bien encaminados hacia la capital de Corea del Sur, Seúl, en cuestión de horas, lo que obligó al gobierno y su ejército destrozado a retirarse más al sur.
Para evitar el colapso de Corea del Sur, el Consejo de Seguridad de las Naciones Unidas votó a favor del envío de fuerzas militares. La Séptima Flota de los Estados Unidos envió la Task Force 77, dirigida por el portaaviones USS Valley Forge, y la Flota del Lejano Oriente británica envió varios barcos, incluido el HMS Triumph, para brindar apoyo aéreo y naval. Aunque las armadas bloquearon a Corea del Norte y lanzaron aviones para retrasar a las fuerzas de Corea del Norte, estos esfuerzos por sí solos no detuvieron al gigante del Ejército de Corea del Norte en su avance hacia el sur. Posteriormente, el presidente de los EE. UU., Harry S. Truman, ordenó el ingreso de tropas terrestres al país para complementar el apoyo aéreo. Todas las unidades y barcos de la Marina de los EE. UU., incluido el Leyte, fueron puestos en alerta. El barco estaba en el mar Mediterráneo, y Hudner no esperaba ser enviado a Corea, pero el 8 de agosto llegó a la zona un transporte de socorro y se ordenó al Leyte que fuera a Corea. Los comandantes navales sintieron que los pilotos de Leyte estaban mejor entrenados y preparados que los de otros portaaviones disponibles, por lo que estuvieron entre los primeros enviados al frente. Leyte navegó desde el Estrecho de Gibraltar a través del Océano Atlántico y a Quonset, luego a través del Canal de Panamá y a San Diego, California, Hawái y Japón antes de llegar a las aguas de Corea alrededor del 8 de octubre.
El barco se unió a la Task Force 77 frente a la costa noreste de la península de Corea, parte de una flota de 17 barcos de la Séptima Flota de EE. UU., incluido el portaaviones USS Philippine Sea, el acorazado USS Missouri y el crucero USS Juneau. Hudner voló 20 misiones en el país. Estas misiones incluyeron ataques a líneas de comunicación, concentraciones de tropas e instalaciones militares alrededor de Wonsan, Chongpu, Songjim y Senanju.
Tras la entrada de la República Popular China en la guerra a fines de noviembre de 1950, Hudner y su escuadrón fueron enviados al embalse de Chosin, donde se libraba una intensa campaña entre el X Cuerpo (Estados Unidos) y el 9º Ejército del Ejército de Voluntarios del Pueblo. Casi 100 000 soldados chinos habían rodeado a 15 000 soldados estadounidenses, y los pilotos de Leyte realizaban docenas de misiones de apoyo aéreo cercano todos los días para evitar que los chinos invadieran el área.

### Acción de medalla de honor
El 4 de diciembre de 1950, Hudner formó parte de un vuelo de seis aviones que apoyaba a las tropas terrestres del Cuerpo de Marines de los EE. UU. que quedaron atrapadas por las fuerzas chinas. A las 13:38, despegó de Leyte con el oficial ejecutivo de escuadrón, el teniente comandante Dick Cevoli, el teniente George Hudson, el teniente grado junior Bill Koenig, el alférez Ralph E. McQueen y el primer aviador naval afroamericano, el alférez Jesse L. Brown, quien era el compañero de ala de Hudner. El vuelo viajó 100 millas (160 km) desde la ubicación de Task Force 77 hasta el embalse de Chosin, volando de 35 a 40 minutos a través de un clima invernal muy duro hasta las cercanías de las aldeas Yudam-ni y Hagaru-ri. El vuelo comenzó a buscar objetivos a lo largo del lado oeste del embalse, bajando su altitud a 700 pies (210 m) en el proceso. La misión de búsqueda y destrucción de tres horas también fue un intento de sondear la fuerza de las tropas chinas en el área.
Aunque el vuelo no vio a ningún chino, a las 14:40 Koenig le dijo por radio a Brown que parecía tener un rastro de combustible. El daño probablemente provino del fuego de armas pequeñas de la infantería china, que se sabía que se escondía en la nieve y emboscaba a los aviones que pasaban disparando al unísono. Al menos una bala había roto una línea de combustible. Brown, perdiendo presión de combustible y cada vez más incapaz de controlar la aeronave, dejó caer sus tanques de combustible externos y cohetes e intentó aterrizar la nave en un claro cubierto de nieve en la ladera de una montaña. Brown se estrelló contra un valle en forma de cuenco a aproximadamente 40°36′N 127°06′E, cerca de Somong-ni, 15 millas (24 km) detrás de las líneas chinas y con un clima de 15 grados. La aeronave se partió violentamente tras el impacto y quedó destruida. En el accidente, la pierna de Brown quedó atrapada debajo del fuselaje del Corsair, y se quitó el casco y los guantes en un intento de liberarse, antes de saludar a los otros pilotos, que volaban en círculos cerca. Hudner y los otros pilotos aerotransportados pensaron que Brown había muerto en el accidente, e inmediatamente comenzaron una radio de emergencia a cualquier avión de transporte pesado en el área mientras recorrían la montaña en busca de cualquier señal de las fuerzas terrestres chinas cercanas. Recibieron una señal de que un helicóptero de rescate vendría lo antes posible, pero el avión de Brown echaba humo y se había iniciado un incendio cerca de sus tanques de combustible internos.
Hudner intentó en vano rescatar a Brown a través de instrucciones por radio, antes de hacer un aterrizaje forzoso intencional de su Corsair, correr hacia el lado de Brown e intentar liberarlo del accidente. Con el empeoramiento de la condición de Brown por minutos, Hudner intentó ahogar el fuego del avión en nieve y sacar a Brown del avión, todo en vano. Brown comenzó a perder el conocimiento, pero a pesar de tener un gran dolor, no se quejó con Hudner. Un helicóptero de rescate llegó alrededor de las 15:00 y Hudner y su piloto, el teniente Charles Ward, no pudieron apagar el incendio del motor con un extintor. Intentaron en vano liberar a Brown con un hacha durante 45 minutos. Consideraron brevemente, a pedido de Brown, amputarle la pierna atrapada. Brown perdió el conocimiento por última vez poco después. Sus últimas palabras conocidas, que le dijo a Hudner, fueron "dile a Daisy que la amo". El helicóptero, que no podía operar en la oscuridad, se vio obligado a partir al anochecer con Hudner, dejando atrás a Brown. Se cree que Brown murió poco después a causa de sus heridas y exposición al frío extremo. Ninguna fuerza china amenazó el sitio, probablemente debido a la fuerte presencia aérea de los pilotos del VF-32.
Hudner rogó a sus superiores que le permitieran regresar al naufragio para ayudar a sacar a Brown, pero no se lo permitieron, ya que otros oficiales temían una emboscada a los vulnerables helicópteros que provocaría más bajas. Para evitar que el cuerpo y la aeronave cayeran en manos de chinos o norcoreanos, la Marina de los EE. UU., bombardeó el lugar del accidente con napalm dos días después; la tripulación recitó el Padrenuestro por la radio mientras observaban las llamas consumir el cuerpo de Brown. Los pilotos observaron que su cuerpo parecía haber sido perturbado y sus ropas robadas, pero aún estaba atrapado en el avión. Los restos tanto de Brown como de la aeronave nunca se recuperaron. Brown fue el primer oficial afroamericano de la Marina de los EE. UU. muerto en la guerra.
El incidente del 4 de diciembre dejó a Hudner en tierra durante un mes, ya que se lesionó la espalda en el aterrizaje, una lesión que luego dijo que persistió durante 6 a 8 años. Voló 27 misiones de combate durante la guerra, sirviendo allí hasta el 20 de enero de 1951, cuando Leyte fue rotado de nuevo a la Flota del Atlántico. El 13 de abril de 1951, Hudner recibió la Medalla de Honor del presidente Harry S. Truman y se reunió con la viuda de Brown, Daisy Brown, en el proceso. Los dos se mantuvieron en contacto regular durante al menos 50 años después de esta reunión. Fue el primer miembro del servicio en recibir la medalla durante la guerra de Corea, aunque varios otros recibirían la medalla por acciones que ocurrieron antes del 4 de diciembre de 1950.
Hudner dijo que ocasionalmente fue criticado por sus acciones y que "alrededor de 90" personas le dijeron que actuó de manera imprudente. Sus comandantes notaron que sus acciones pudieron haber puesto en peligro al piloto del helicóptero y sacrificado un avión, las críticas que Hudner dijo más tarde no lo hicieron arrepentirse de su decisión, ya que sintió que fue una acción espontánea. Aun así, los comandantes emitieron órdenes más tarde que prohibían a los pilotos realizar un aterrizaje forzoso de una manera similar para tratar de salvar a los pilotos derribados. En una reflexión posterior, Hudner indicó que no se consideraba un héroe por sus acciones.

### Carrera posterior en la Marina
Después de recibir la Medalla de Honor, Hudner fue transferido a los Estados Unidos y se desempeñó como instructor de vuelo en la Estación Aeronaval de Corpus Christi en Texas en 1952 y 1953. Después de esto, se desempeñó como oficial de estado mayor para la División 3 de Portaaviones, que en el tiempo formó parte de la Task Force 77 y operó alrededor de Japón, en 1953 y 1954. En 1955 y 1956, sirvió en el Escuadrón de Desarrollo Aéreo 3 en la Estación Aérea Naval de Atlantic City en Nueva Jersey, donde voló aviones experimentales y de desarrollo. Durante este tiempo, fue entrenado en aviones propulsados por motores a reacción.
A partir de octubre de 1957, Hudner sirvió en un programa de intercambio con la Fuerza Aérea de los EE. UU., volando durante dos años con el 60.º Escuadrón de Cazas-Interceptores en la Base de la Fuerza Aérea Otis en el condado de Barnstable, Massachusetts. Durante esta asignación, voló el F-94 Starfire y el F-101 Voodoo. Luego fue ascendido a comandante y se desempeñó como asistente del Jefe de la Oficina de Armas Navales hasta 1962, cuando asistió al Air War College en la Base de la Fuerza Aérea Maxwell en Montgomery, Alabama. Después de graduarse en julio de 1963, volvió a volar y fue nombrado oficial ejecutivo del Fighter Squadron 53, volando el F-8E Crusader a bordo del USS Ticonderoga. Después de servir como oficial ejecutivo, Hudner asumió el mando del VF-53. Después de esta asignación, fue transferido a un puesto como oficial de capacitación de liderazgo en la oficina del comandante de las Fuerzas Aéreas Navales en la Estación Aérea Naval de North Island en Coronado, California.
Hudner fue ascendido a capitán en 1965, asumiendo el mando del Escuadrón de Entrenamiento 24 en la Estación Aérea Naval Chase Field en el condado de Bee, Texas, que estuvo al mando en 1965 y 1966. En 1966 fue asignado al USS Kitty Hawk, primero como navegante, luego como oficial ejecutivo del barco. Kitty Hawk se desplegó frente a la costa de Vietnam del Sur en 1966 y 1967, lanzando misiones en apoyo de la Guerra de Vietnam, y sirvió en el barco durante esta gira, pero no vio combate y no voló en ninguna de las misiones. En 1968, fue asignado como oficial de operaciones de la división de Operaciones Aéreas del Sudeste Asiático de la Marina de los EE. UU. Ese año se casó con Georgea Smith, una viuda con tres hijos, a quien había conocido en San Diego. Los dos tuvieron un hijo juntos, Thomas Jerome Hudner III, nacido en 1971. El último puesto de Hudner en la Armada fue como jefe de Entrenamiento Técnico de Aviación en la Oficina del Jefe de Operaciones Navales en Washington D. C., puesto que ocupó hasta su retiro en febrero de 1973.
El 17 de febrero de 1973, días antes de la jubilación de Hudner, la Armada encargó la fragata USS Jesse L. Brown de la clase Knox, el tercer barco estadounidense en ser nombrado en honor a un afroamericano. Presentes en la ceremonia de puesta en servicio en Boston, Massachusetts, estuvieron Daisy Brown Thorne, quien se había vuelto a casar, su hija Pamela Brown y Hudner, quien hizo una dedicatoria. El barco fue dado de baja el 27 de julio de 1994 y vendido a Egipto.

## Vida posterior y muerte
Después de jubilarse, Hudner trabajó inicialmente como consultor de gestión y luego trabajó con United Service Organisations. Debido a su Medalla de Honor, trabajó regularmente con varios grupos de veteranos en su retiro como líder en la comunidad de veteranos, viviendo una vida tranquila. De 1991 a 1999, se desempeñó como Comisionado del Departamento de Servicios para Veteranos de Massachusetts, hasta que cedió ese puesto a Thomas G. Kelley, otro ganador de la Medalla de Honor.
Recibió una serie de honores en su vida posterior. En 1989, fue honrado por el Programa Gathering of Eagles de la Fuerza Aérea en la Base de la Fuerza Aérea Maxwell. En 2001, Hudner le entregó a Daisy Brown Thorne varias de las medallas póstumas de Jesse Brown en la Universidad Estatal de Mississippi. En mayo de 2012, el Secretario de Marina anunció que un destructor de misiles guiados de la clase Arleigh Burke se llamaría USS Thomas Hudner. El barco fue bautizado el 1 de abril de 2017, con la presencia de Hudner, y comisionado en Boston el 1 de diciembre de 2018.
Después de 1991, Hudner vivió en Concord, Massachusetts, con su esposa, Georgea. En julio de 2013, visitó Pyongyang, Corea del Norte, en un intento por recuperar los restos de Jesse Brown del lugar del accidente. Las autoridades de Corea del Norte le dijeron que regresara en septiembre, cuando el clima sería más predecible.
La biografía oficial de Hudner, Devotion: An Epic Story of Heroism, Friendship, and Sacrifice, se publicó en octubre de 2015, después de siete años de colaboración con el autor Adam Makos.
Hudner murió en su casa en Concord, Massachusetts, el 13 de noviembre de 2017, a la edad de 93 años. Fue enterrado en el Cementerio Nacional de Arlington el 4 de abril de 2018, en una ceremonia a la que asistió el General Joseph Dunford, Presidente del Estado Mayor Conjunto.
Hudner es retratado en la película Devotion de 2022 de Glen Powell.